# Lac Grasset
Lac Grasset är en sjö i Kanada.   Den ligger i regionen Nord-du-Québec och provinsen Québec, i den östra delen av landet, 500 km norr om huvudstaden Ottawa. Lac Grasset ligger 246 meter över havet. Arean är 89 kvadratkilometer.
Trakten runt Lac Grasset är nära nog obefolkad, med mindre än två invånare per kvadratkilometer.